# Сумской деканат
Сумской деканат — административная единица Харьковско-Запорожского диоцеза (епархии) Римско-католической церкви на Украине. Он включает в себя четыре северо-восточных города — Сумы, Ромны, Конотоп и Шостку.

## Общие сведения

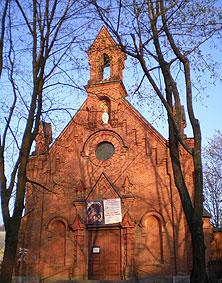
Церковь Благовещения Пресвятой Девы Марии в Сумах

Центр деканата расположен на высоком правом берегу реки Псёл (левый приток Днепра) в одном из старых районов в центре древней украинской столицы Сумы. В Средние века город был присоединён к владениям православного монастыря Софрониева пустынь (у Путивля). Этот пещерный монастырь, основанный первыми греческими миссионерами, пришедшими на Киевскую Русь из Византии, был разрушен почти до основания в 1960-е годы. В Сумах расположен приход Благовещенья Пресвятой Девы Марии — главный храм деканата.
К числу других значительных римско-католических мест региона принадлежат приход Непорочного Зачатия Девы Марии в Ромнах, приход Матери Божьей Фатимской в Конотопе и приход Св. Иосифа в Шостке

## Сумы

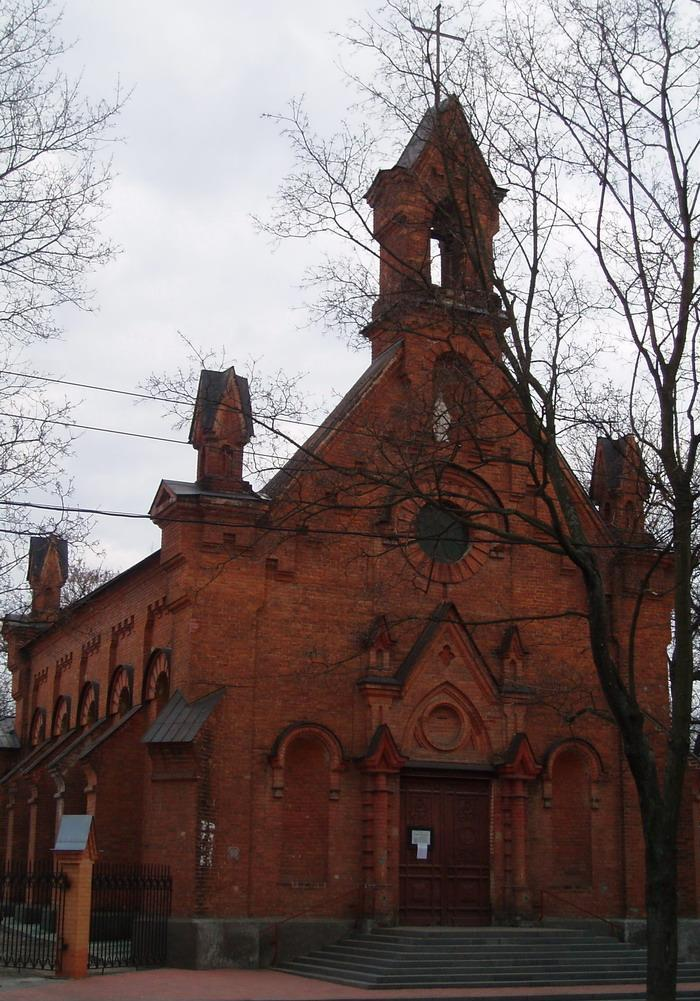
Церковь Благовещения Пресвятой Девы Марии в Сумах

Римско-католический приход в городе Сумы имеет сравнительно недолгую историю.
В конце XIX века сумские католики решили построить в своём городе собственный храм и получили разрешение в 1900 с помощью известного сумского мецената, владельца сахарных заводов П. И. Харитоненко, на которых работало много европейских специалистов, главным образом католики из Польши и Чехии. Церковь Благовещенья Пресвятой Девы Марии, выполненная в готическом стиле, была основана в 1901. «К сожалению, все попытки найти информацию о процессе её строительства так же, как и об интерьере, были неудачными» пока. Освящённая в 1911, Яном Цепляком, епископом Могилёва, церковь Благовещенья Пресвятой Девы Марии была закрыта властями через два десятилетия и использовалась не по назначению. 
Первые мессы (1911—1915) в храме проводились настоятелем отцом Теодором Рылло. Он также преподавал Закон Божий в Александровской мужской гимназии, I и II женских гимназиях, реальном училище и кадетском корпусе в Сумах и в мужской гимназии в Лебедине.
Его преемником (1916—1919) стал капеллан отец А. Кржвицкий, чьими ассистентами во время торжеств были отец Флориан Гарабурда и отец Йозеф Варпеховский.
Последняя регистрация здесь состоялась 20 ноября 1919 г. Архивные документы свидетельствуют, что 21 февраля 1926 верующие собрались в связи с созданием приходского совета и ревизионной комиссии. Последняя месса перед закрытием храма проведена в 1932 отцом Вагонисом. 
Несколько месс состоялись во время Второй мировой войны[уточнить].
После Второй мировой войны в течение 50 лет в здании находился сначала музей, а затем спортзал.
Перестройка позволила верующим начать борьбу за возрождение в городе римско-католического прихода. Вскоре после провозглашения независимости Украины, в конце 1991 года приход начал свою деятельность.
В начале прихожане собирались на Богослужения, раз в две недели (1991-август 1992 гг.) проводившиеся настоятелем церкви Вознесения Пресвятой Девы Марии из Харькова отцом Юрием Зиминским, прямо на ступенях храма. Уже после возвращения храма общине недоброжелатели, случалось, выключали свет во время служб.
Первым настоятелем (сентябрь 1992-февраль 1995 гг.) нового прихода был назначен священник Житомирского диоцеза отец Виталий Скомаровский. В его каденцию в мае 1994 г. храм был возвращён.
Следующими двумя настоятелями стали отец Геннадий Билинский (март 1995-сентябрь 1997 гг.) и отец Феликс Свинцицкий (сентябрь 1997-август 1999 гг.). В течение службы последнего храм был переосвящён епископом Житомирским Яном Пурвинским 25 марта 1998 г.
Четвёртым настоятелем (сентябрь 1999-июнь 2006 гг.) являлся отец Станислав Танатаров.
В ознаменование 2000-й годовщины Рождества Христова во дворе храма, с его левой стороны, была воздвигнута часовня Святого Сердца Иисусова (около 4 метров в высоту). Бронзовая статуя Пресвятой Девы Марии с Младенцем на Руках, купающаяся в яркой зелени мирного и уютного сквера, с левой стороны храма и здания за ним, где помещается резиденция настоятеля и Римско-католической религиозной миссии, притягивают каждый взор. Стоящая на пьедестале красного кирпича с квадратной основой из чёрного камня, окружённая цветами, травой и деревьями, тщательно отполированная фигура всегда напоминает обо всём Святом.

С 2002 г. при храме функционирует столовая усилиями членов Ордена Светских Францисканцев, филиал которого действует в приходе, начиная с весны 1999 г. 

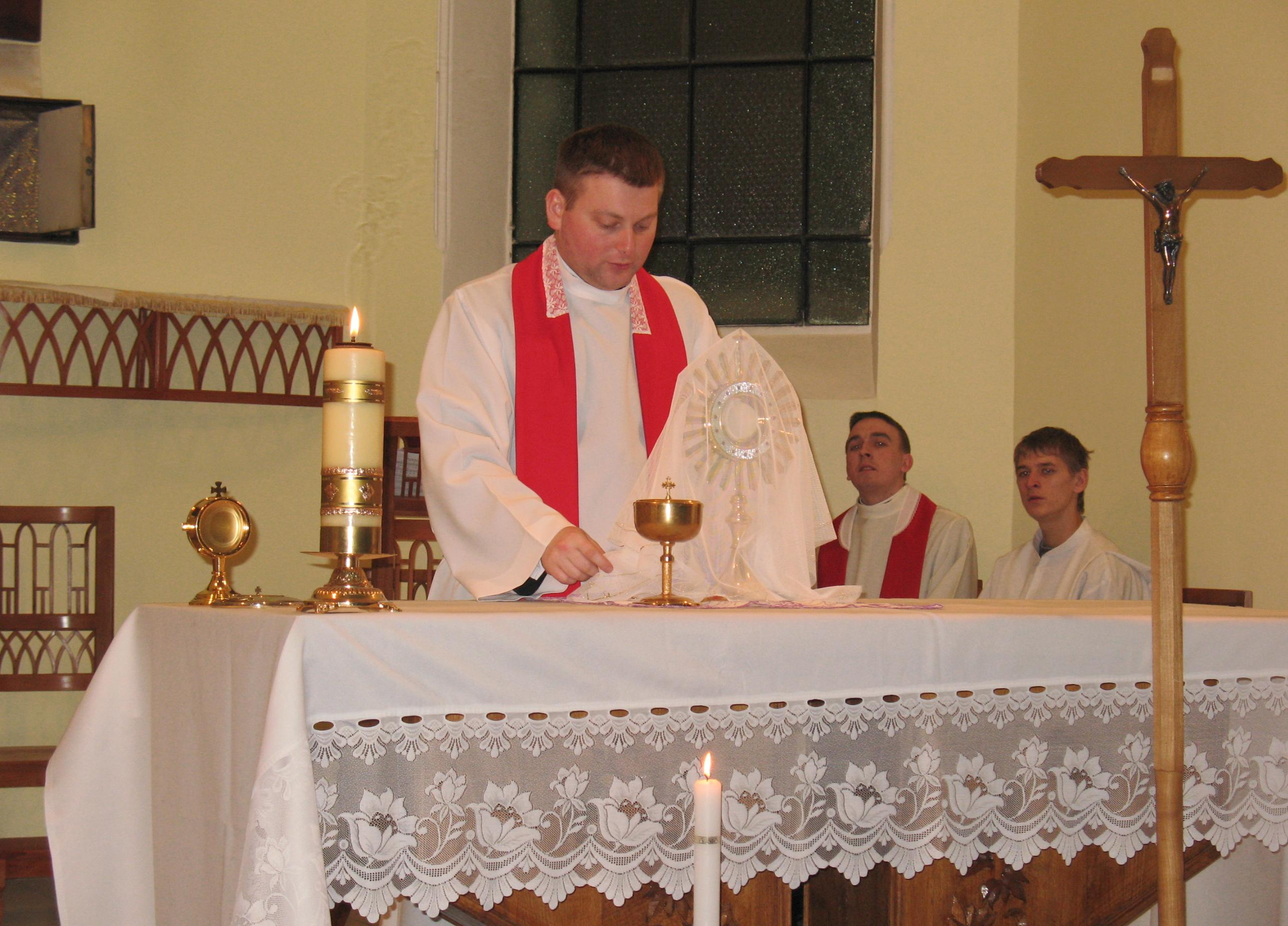
Отец Артур Суровский
на Мессе

 Его преемником (с 2006 г.) стал нынешний настоятель отец Артур Суровский.
Сейчас при храме успешно развиваются Воскресная школа (при помощи благочестивых монахинь), библиотека, театр, музей, музыкальная группа духовной музыки, разнообразные секции и кружки (включая кружки духовной культуры).

Эмблема «Caritas Spes Sumy»

Помочь тем, кому не повезло в жизни, приход Благовещенья Пресвятой Девы Марии основал Римско-католическую миссию «Caritas Spes Sumy», действующая при храме как ветвь Всеукраинской Римско-католической религиозной миссии «Caritas Spes Ukraina».
6 февраля 2008 г. и 15 апреля 2008 г. созданы web-сайты миссии и прихода под названиями «Caritas Spes Sumy» и «Ave Maria» для освещения их деятельности в религиозных сферах. Поддерживая эту цель приход публикует бюллетень, названный «Ave !» и информирующий об истории церкви и жизни общины.
29 сентября 2008 г. web-сайты миссии и прихода «Caritas Spes Sumy» и «Ave Maria» были закрыты по решению новой приходской администрации.
15 января 2009 г. авторы бывших web-сайтов миссии и прихода «Caritas Spes Sumy» и «Ave Maria» создали сайт Сумского исторического веб-общества под названием «Ave Maria» для освещения разных исторических тем, в том числе истории религии и церкви.

## Ромны
Трагическая история храма Благовещенья Пресвятой Девы Марии в Сумах ни в коем случае не может рассматриваться в качестве прискорбного исключения, но показывает яркий пример широко распространённой пагубной практики преследования Римско-католической церкви в Советском Союзе. Подобно многострадальному Сумскому приходу, суровые испытания выдержал храм Непорочного Зачатия Пресвятой Девы Марии в Ромнах.
Вскоре после Гражданской войны 1917-20-х гг. в России эта церковь, построенная в романском архитектурном стиле, была конфискована. Колокольня, стоявшая слева от неё, подверглась полному уничтожению. О её существовании ничего не напоминает, кроме узкой полоски разрушенной стены, в прошлом соединявшей колокольню с храмом. Последний десятилетиями известным уже образом использовался не по назначению (министерство образования передала его в распоряжение политехникума, который разместил в полученных помещениях мастерские).

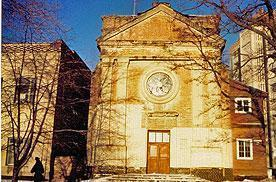
Церковь Непорочного Зачатия Пресвятой Девы Марии в Ромнах (современное состояние)

Восстановленный Римско-католический приход мог довольствоваться очень малым, потому что Богослужения проводились на открытом воздухе через улицу во дворе, принадлежавшем супругам, что стали прихожанами, священником, приезжавшим из Сум в установленное время. Крайне трудное задание возвратить храм его законному владельцу, Святому Престолу, отец Станислав Танатаров, назначенный в Сумы в сентябре 1999 г., никогда не считал невыполнимым и сразу на специальной конференции, созванной в Ромнах, провозгласил о своём стремлении переосвятить храм. Сперва ему удалось вернуть второй этаж церкви, затем он освободил первый этаж, дом священника и другие постройки.

## Конотоп

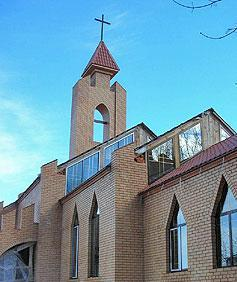
Церковь Матери Божией Фатимской в Конотопе

Приход Божией Матери Фатимской, третий в Римско-католическом деканате Сум, прошёл долгий путь, пока в 2005 г. в Конотопе не появился и не был освящён новый Римско-католический храм, построенный в современном стиле.
Место, названное местными жителями «семью ветрами», сейчас — одно из городских достопримечательностей благодаря Джеффу Вулси, молодому члену прихода Святых Отцов в Колорадо-Спрингс (который постоянно помогает своим единоверцам из Сум). Он сделал щедрое пожертвование приходу Божией Матери Фатимской в память о своей преждевременно почившей жене.
Нынешним настоятелем в Конотопе является отец Збигнев.

## Шостка
Центр четвёртого прихода, часовни, названной в честь Св. Иосифа, в настоящее время находится в частном доме в Шостке.
Теперешний настоятель там — отец Томаш.